# تام گیتس (کتاب)
تام گیتس نام مجموعه کتابی است که توسط لیز پیشون نوشته شده‌است. اولین کتاب از این مجموعه، در سال ۲۰۱۱ منتشر شد و برنده جایزه خنده‌دار رولددال، جایزه کتاب کودک خانه قرمز و جایزه کتاب کودک واتراستونز شد. این کتاب یک مجموعهٔ ۲۰ جلدی است.

## معرفی
تام (شخصیت اصلی) یک خواهر به نام دلیا دارد که به قول خودش《دلیا خیلی رو مخ است》. تام در مدرسه اکفیلد با مدیریت آقای کین در کلاس پنجم اِف درس می‌خواند. آقای فولرمن معلم او است که چشم‌هایش ورقلمبیده است. تام مادری به نام ریتا گیتس دارد. تام خیلی سگ دوست دارد اما پدر و مادرش اجازه خرید سگ را به او نمی‌دهند زیرا دلیا به حیوان حساسیت دارد. تام عاشق نقاشی و موسیقی است. تام عضو گروه موسیقی است، این گروه سگ‌های آدمخوار نام دارد. تام گیتس از درس و مدرسه فرار می‌کند و علاقه خاصی به درس و مشق ندارد و اکثر مواقع تکالیفش را انجام نمی ولی در عوض وقتش را صرف گروه سگ‌های آدمخوار و تفریح می‌کند. همکلاسی اش نورمن وقتی شکلات می‌خورد حرکات عجیبی می‌کند، و همچنین نورمن عضو گروه سگ‌های آدمخوار هست. اِمی پورتر و مارکوس در نیمکت‌های مجاور تام گیتس می‌نشینند. مارکوس خیلی رو اعصاب است ولی اِمی پورتر شاگرد اول کلاس است و نشستن کنار او خیلی برای تام سود دارد. درِک همسایه دیوار به دیوار تام گیتس است که دوست صمیمی تام هم به‌شمار می‌رود. تام همیشه همراه با درِک به مدرسه می‌رود. درِک یک سگ به نام خروس دارد. درِک هم عضو گروه سگ‌های آدمخوار است. درِک و تام عاشق گروه موسیقی ۳تاباحال اند.
تام گیتس ۱
تام گیتس استاد بهانه‌گیری برای انجام تکلیف شب است.تام می‌خواهد به کنسرت ۳تاباحال برود؛ ولی در پیرامون این تصمیم حوادث خوب و بدی هم برای تام پیش می‌آید مثل اینکه آقای فولرمن بداد تام گیتس می‌رسد و تام هم ۳تاباحال را از نزدیک می‌بیند.
تام گیتس ۲
در این جلد، گروه سگ‌های آدمخوار نیاز به یک طبل زن پیدا می‌کند؛ همچنین گروه سگ‌های آدمخوار اولین اجرایشان را در خانه سالمندان با پیشنهاد پدربزرگ تام، به اجرا می‌گذارند. تو خانه سالمندان از این اجرا خیلی خوب استقبال می‌شود.
تام گیتس ۳
این دفعه دیگر خروس پاکیزه و تمیز شده‌است چراکه می‌خواهد به مسابقه سگ‌ها برود. تام مثل همیشه می‌خواهد به یک طرزی دلیا را اذیت کند و این بار آواز خواندن را انتخاب کرده‌است. مامان بزرگ ماویس برای تولد تام، آشپزی می‌خواهد بکند و این خودش یک فاجعه است.
تام گیتس ۴
کلاس پنجم اِف هیچ وقت در مسابقه‌ها سربلند نبوده اما این بار با دفعات گذشته فرق دارد و کلاس پنجم اِف کلی افتخار آفرینی می‌کند و آقای فولرمن اخلاقش تا مدتی خوب می‌شود. بعد از این نوبت استعدادیابی مدرسه است. گروه سگ‌های آدمخوار قصد دارند برنامه اجرا کنند.
تام گیتس ۵
تام گیتس همسایه جدیدی پیدا می‌کند. دلیا کاری پیدا کرده اما محل کارش را پنهان می‌کند. تام می‌خواهد به سفر تفریحی مدرسه برود اما باید اول، برگه اش را پیدا کند.
تام گیتس ۶
آقای فولرمن هر ترم دانش آموزان گوناگونی را برای ستاره دادن برمی‌گزیند. اگر سینه آویز دانش آموز برگزیده را داشته باشی، معلم‌ها وقتی تو را ببینند با مهربانی با تو رفتار می‌کنند. مارکوس سینه آویز را گرفته و حالا پز سینه آویزش را می‌دهد. اِمی هم سینه آویز گرفته اما تام هنوز سینه آویز ندارد و در تلاش است تا سینه آویز را بگیرد.
تام گیتس ۷
بابای تام می‌خواهد یک بادبادک بسازد و تا با تام بیرون بروند و کلی تفریح بکنند. درِک و نورمن و تام یک برنامه دارند تا حسابی تمرین کنند که بلکه گروهشان توی جشنواره هفته نامه موسیقی راک قبول بشود. خیلی وقت دارند، بنابراین نگران نیستند (هنوز نه!).
تام گیتس ۸
تام و پدرش چیزمیزهای خانه‌شان را در حراج بازار می‌فروشند. اما این وسط سنجاق سینه مامان هم به یک خانم سالمند فروخته می‌شود. بی‌خبر از اینکه سنجاق سینه گربه ای چقدر گران‌قیمت است و ریتا هم از این ماجرا خبر ندارد.
تام گیتس ۹
تام تصمیم گرفته بهترین شاگرد کلاس باشد و عضو شورای مدرسه هم بشود. برای رسیدن به اهدافش هم تلاش و کوشش خودش را دارد؛ و البته طبق روال معمول نقاشی هم می‌کشد؛ ولی این بار نقاشی کشیدنش حسابی دردسر آفرین می‌شود و کارش با باستر قلدره گره می‌خورد. تام و درِک خیلی مضطرب هستند و باستر قلدره همه جا دنبالشان هست.
تام گیتس ۱۰
آخر نیمسال تحصیلی است و تام هم خیلی خوشحال است. قرار است تعطیلات را در شهرک ساحلی صنوبرپوش به سر ببرند. اما همه چیز طبق برنامه‌ریزی انجام شده پیش نمی‌رود. سفر هیجان انگیزی برای تام در راه است.
تام گیتس ۱۱
پس از مدت‌ها، تام هم داشتن حیوان خانگی را تجربه می‌کند. البته صاحب حیوان خانگی نیست و برای هم کلاسی اش مارک کلامپ است. توی این داستان، اعضای گروه سگ‌های آدمخوار، می‌خواهند، گروهشان را به بهترین گروه موسیقی عالم هستی تبدیل بکنند.
تام گیتس ۱۲
تام برای کارکلاسی اش ارزش قائل می‌شود و برایش کلی وقت می‌گذارد و کلی واقعیت‌های گوناگون از اطرافیانش را می‌فهمد. برای مثال می‌فهمد که مامان و بابا سر خوردن کیک با هم آشنا شدند!. دربارهٔ موجودات پشمالو هم یک عالمه نکته پیدا می‌کند.
تام گیتس ۱۳
علاوه بر آفتاب‌های لب بوم، تام پدربزرگ و مادربزرگ دیگری هم دارد یعنی پاتال ها؛ پاتال‌ها تازه از سفر دور دنیایشان بازگشته اند و کلی غافلگیری برای تام دارند. مثل گشت و گذار، البته گشت و گذار خیلی خوب است اما به شرطی که، اتفاق بدی نیفتد.
تام گیتس ۱۴
تام یک سری نقشه‌های حسابی دارد.
- ترانه دربارهٔ چیزهای مهم مثل بیسکویت بگوید.
- مطمئن شدن از اینکه خوردنی‌های کافی دارد تا بعداً در صورت لزوم به سراغشان برود.

تام گیتس ۱۵
آقای فولرمن قرار است چند روزی نباشد ولی به جای او معلم کمکی می‌آید. بچه‌های کلاس و تام خیلی خوشحال می‌شوند و در رویاهایشان بازی و تفریح را تصور می‌کنند. اما مثل اینکه، آنقدرها هم قرار نیست با معلم کمکی خوش بگذرد.

###### تام گیتس ۱۶
تعطیلات میان ترم تام آغاز می شود و بیشتر دوستان تام یا گرفتارند یا در سفرند و درک (دوست صمیمی تام) به خانه مامان بزرگش رفته و کلی ماجرا در تعطیلات میان ترم تام رخ میدهد (با کلی خرابکاری)

###### تام گیتس ۱۷
تام در برنامه انضباطی آقای فولرمن 3 صورت ناراحت گرفته و اگر یک صورت ناراحت دیگر بگیرد نمی تواند به اردوی مدرسه برود.مارکوس ملدرو هم کلاسی بدجنسش تلاش می کند که تام را به دردسر بیندازد تا او به اردو نیاید و تام در تلاش است تا به دردسر نیفتد

## جوایز
| سال  | کتاب       | جایزه                                   | نتیجه       |
| ---- | ---------- | --------------------------------------- | ----------- |
| ۲۰۱۱ | تام گیتس ۱ | Roald Dahl جایزه خنده دار ۲۰۱۱          | برد         |
| ۲۰۱۲ | تام گیتس ۱ | جایزه کتاب کودک خانه سرخ                | برد         |
| ۲۰۱۲ | تام گیتس ۱ | جایزه کتاب کودک واترستونز               | برد         |
| ۲۰۱۲ | تام گیتس ۴ | جوایز ملی کتاب Specsavers کتاب کودک سال | نائب قهرمان |
| ۲۰۱۳ | تام گیتس ۴ | Blue Peter جایزه بهترین داستان          | برد         |